# Abu Dscha'far al-Chazin
Abu Dscha'far al-Chazin (persisch ابوجعفر خازن خراسانی Abudschafar Chazin Chorasani) war ein persischer Astronom und Mathematiker des 10. Jahrhunderts.

## Leben
Al-Chazin stammte nach dem Fihrist aus Chorasan und wirkte am Hof des Bujiden-Herrschers Adud ad-Daula, der 949 bis 983 regierte. Al-Chazin wurde 959/960 beauftragt die Schiefe der Ekliptik zu messen.
Sein Buch Zidsch al Safa'ih (Tafeln der Scheiben des Astrolabs) wurde von Ibn al-Qiftī als bestes Werk auf diesem Gebiet gerühmt. Es behandelt ein spezielles Astrolabium. Eine Kopie dieses Instruments aus Münchner Privatbesitz verschwand im Zweiten Weltkrieg in Deutschland, nur Fotos sind erhalten. Verschiedene nicht erhaltene Werke von al-Chazin werden von al-Bīrūnī erwähnt. Darunter ist ein Kommentar zum Almagest von Claudius Ptolemäus, von dem nur ein Fragment erhalten ist, das 19 Propositionen zu bei Archimedes (Sphäre und Zylinder) und im Almagest erwähnten isoperimetrischen Fragen enthält. Darunter ist auch ein Beweis, dass bei gleichem Umfang das gleichseitige Dreieck im Vergleich zu gleichschenkligen Dreiecken oder Dreiecken mit unterschiedlichen Seitenlängen den größten Flächeninhalt hat.
Nach al-Chayyami gab er die erste Lösung des Problems von Archimedes (Über Sphäre und Zylinder, Buch 2, Kapitel 4), eine Kugel durch eine Ebene in Volumina von gegebenem Verhältnis zu teilen. Ein Jahrhundert zuvor war al-Mahani daran gescheitert. Al-Chazin benutzte zur Lösung Kegelschnitte. Nach al-Chayyami soll er auch einen fehlerhaften Beweis des Parallelenpostulats gegeben haben. Al-Chazin schrieb einen Kommentar zu Buch 10 der Elemente von Euklid.
Nasir ad-Din at-Tusi erwähnt einen Beweis des Sinussatzes für sphärische rechtwinklige Dreiecke und des Satzes von Heron aus verlorenen Werken von al-Chazin.
Er befasste sich mit Zahlentheorie und kritisierte einen Beweis der Falles der Potenz 3 der Fermatvermutung von al-Chudschandi als falsch.
Nach Ibn al-Qiftī war er ein Experte in Arithmetik, Geometrie und Planeten-Astrologie.
Al-Chazin entwickelte ein von Ptolemäus abweichendes Modell der Sonnenbahn (in dem damaligen geozentrischen Weltbild). Statt der Sonne auf einer Kreisbahn um ein von der Erde verschiedenes Zentrum wie Ptolemäus nahm er eine Kreisbahn um die Erde als Zentrum an, allerdings mit gleichförmiger Geschwindigkeit bezüglich eines Exzenter.